# 圣莫里斯—韦瑟兰铁路
圣莫里斯－韦瑟兰铁路（法語：Ligne de Saint-Maurice à Wesserling）是法国东北部的一条铁路，起点为圣莫里斯站，终点为韦瑟兰站，全长13.7公里。该铁路自1867年起规划修建，后因战争而暂停建设，20世纪30年代，该铁路复工，但因技术条件及财政限制而最终彻底放弃修建。该铁路在法国铁路系统中的编号为128000。

## 历史
圣莫里斯－韦瑟兰铁路修建计划于1867年被提出，此后因法国在普法战争中失败，阿尔萨斯-洛林地区被普鲁士占领，致使该铁路的修建计划被迫中止。一战结束后，阿尔萨斯-洛林重回法国，该铁路的复建计划被提出，由法国东部铁路公司负责勘探建设，1938年起成为法国国营铁路公司的一部分。
比桑隧道是该铁路的主体工程，长度超过8公里。该隧道自1935年开始挖掘，至1938年进度已接近一半，但限于技术条件和资金，该项目的剩余工程被迫暂停。1938年，法国国铁决定彻底放弃该铁路的建设。

## 路线
规划中的圣莫里斯－韦瑟兰铁路由圣莫里斯站向东北引出，横穿孚日山主峰，进入莱茵河流域，在菲勒兰附近与吕特巴克－克吕特铁路相连，并与之并线至韦瑟兰站。

## 车站列表
| 圣莫里斯－韦瑟兰铁路车站列表                                  |        |                                                                     |                |            |
| 车站*                                                         | 公里数 | 交汇路线                                                            | 本线停靠车种   | 可换乘交通 |
| Saint-Maurice 圣莫里斯站                                      | 0      | 埃皮纳勒－比桑铁路（埃皮纳勒方向）↑ 埃皮纳勒－比桑铁路（比桑方向）↘ |                |            |
| Urbès 于尔贝斯站                                              | 10.020 |                                                                     |                |            |
| Wesserling 韦瑟兰站                                           | 12.500 | 吕特巴克－克吕特铁路（克吕特方向）↗                                 | Fluo Grand-Est |            |
| Wesserling 韦瑟兰站                                           | 13.700 | 吕特巴克－克吕特铁路（米卢斯方向）↓                                 | Fluo Grand-Est |            |
| *注：划线车站为已关闭车站或线路；灰色部分表示其所在线路已关闭 |        |                                                                     |                |            |